# Саракина (дем Лъгадина)
Вижте пояснителната страница за други значения на Саракина.
Саракина̀ (на гръцки: Σαρακήνα) е село в Гърция, дем Лъгадина, област Централна Македония със 195 жители (2001).

## География
Селото е разположено в югоизточната част на Лъгадинското поле, югоизточно от Лъгадинското езеро (Корония), в северното подножие на планината Хортач.